# NSU Motorenwerke
Az NSU Motorenwerke AG vagy egyszerűen NSU egy 1873-ban alapított német gyár volt, ahol elsősorban autók, motorkerékpárok és kerékpárok készültek. A Volkswagen 1969-ben felvásárolta, és egyesítette az Auto Unionnal, így létrehozva az Audi NSU Auto Union AG-t, melyből később kialakult a ma ismert Audi. Az NSU név a gyár székhelyének, Neckarsulm városának a rövidítéséből eredt.

## Története

### A kezdetek
A gyárat 1873-ban, Riedlingenben alapította Christan Schmidt, egy műszaki képzettségű vállalkozó. A "Mechanische Werkstätte zur Herstellung von Strickmaschinen" nevű vállalat eleinte kötőgépek gyártásával foglalkozott. 1880-ban az üzem Neckarsulmba költözött, majd gyors ütemű fejlődést követően 1886-ban a kötőgépek mellett kerékpárokat is elkezdett gyártani. Eleinte nagy első kerekű velocipédek készültek itt, "Germania" márkanév alatt. 1892-re a kerékpárgyártás teljes mértékben átvette a kötőgépgyártás helyét, körülbelül ekkor jelent meg az NSU is, mint márkanév. 1901-ben jelent meg az első NSU márkájú motorkerékpár, majd ezt követte 1905-ben a gyár első autója.
1929-ben a hitelező Dresdner Bank nyomásának hatására az NSU belátta, hogy egyelőre képtelen autók nagy mennyiségű sorozatgyártására, ezért a Heilbronnban frissen elkészült gyárát eladta a Fiatnak, ahol az olasz gyár onnantól kezdve Fiat modelleket készített a német piacra, NSU-Fiat néven. 1957-től az itt gyártott autók Neckar márkanév alatt készültek.
A második világháború idején az NSU gyártotta az Sd.Kfz. 2 lánctalpas motorkerékpárt, melybe az Opel Olympia motorja került, valamint a 251 OSL motorkerékpárt.

### A második világháború után
1946 júliusában új vezetőség irányítása alá került. Az igazgató Walter Egon Niegtsch lett, aki korábban 17 évig dolgozott az Opelnél. 1946 decemberében a Das Auto magazin bejelentette, hogy újraindult a termelés az NSU-nál.
A szinte teljesen lerombolt gyártelep helyreállítása után a motorkerékpárgyártás olyan világháború előtti modellekkel folytatódott, mint a Quick, az OSL és a Konsul motorkerékpárok, valamint az Sd.Kfz. 2-ből is kapható volt egy civil változat, nehéz terepen való használatra. Az első új modell 1949-ben jelent meg, NSU Fox néven, mely kétütemű és négyütemű motorral is kapható volt. Ezt követte 1953-ban a 250 cm³-es NSU Max, egyedinek számító felülfekvő vezérműtengellyel. Az új modellek kivétel nélkül önhordó vázzal és központi hátsó rugóstaggal készültek. Albert Roder vezető tervező kulcsszerepet játszott abban, hogy az NSU 1955-re a világ legnagyobb motorkerékpárgyártójává nőtte ki magát. A gyár az általa készített motorkerékpárokkal 1951-ben, 1953-ban, 1954-ben és 1955-ben is sebesség-világrekordot állított fel. 1956 augusztusában Wilhelm Herz a Bonneville sós síkságon, Utah államban 200 mph (322 km/h) fölé gyorsult NSU motorkerékpárjával. Ekkora sebességre korábban senki nem volt képest motorkerékpáron ülve.
1957-ben az NSU visszatért a személyautók piacára az NSU Prinzcel. Ebbe egy az NSU Max motorján alapuló 600 cm³-es, léghűtéses, kéthengeres erőforrás került, 20 lóerővel (15 kW). A motorkerékpárgyártást 1968-ban befejezte a vállalat, utolsó modellje a Quick 50 volt.
1964-ben a cég bemutatta a világ első Wankel-motoros autóját, az NSU Spidert. A fejlesztési folyamat során az NSU létrehozta a Sport Prinzet, melynek motorja 995 cm³-es, két forgótárcsás és 129 lóerős (96 kW) lett. Ugyanebben az évben jelentek meg a Prinz 1000, TT és TT/S nevű változatok. A Typ 110 (később 1200SC) 1965-ben mutatkozott be, mint egy tágabb belsőteret kínáló családi modell. A Typ 110 volt az NSU utolsó hagyományos, dugattyús négyütemű motorral szerelt modellje, léghűtéssel és OHC elrendezésű vezérléssel.
1967-ben megjelent a négyajtós Ro 80, kétfogótárcsás, 115 lóerős (86 kW) Wankel-motorral. Az 1200 kg-os, elsőkerék-meghajtású autó légellenállási együtthatója 0,36 volt, tárcsafékekkel, független felfüggesztéssel és egy háromsebességes Saxomatic sebességváltóval szerelték. A kocsi komoly díjakat kapott mind a dizájnja, mind menetteljesítménye miatt, 1967-ben az Év Autójának is megválasztották.
Díjai ellenére a Ro 80 eladási statisztikái gyengék voltak, a sebességváltójára sok panasz érkezett, a motor pedig már kis futásteljesítmény után is komoly meghibásodásokat produkált. Eleinte több gyár is érdeklődött az NSU által kifejlesztett Wankel-motorok licence iránt, de a Ro 80 problémáit látva a Mazdán kívül mindegyikük visszalépett, amivel a gyár komoly bevételi lehetőségektől esett el.

### Felvásárlás a Volkswagen által
A Wankel-motor kifejlesztése komoly költségekkel járt a kis gyár számára, ráadásul a csúcstömítések miatti gyakori meghibásodások is alaposan lerontották az NSU hírnevét a vásárlók szemében. 1969-ben a Volkswagen felvásárolta az NSU-t, majd egyesítette azt az öt évvel korábban felvásárolt Auto Unionnal. Így létrejött az Audi NSU Auto Union AG, ami az NSU márkanév végét jelentette, mivel minden ezután bemutatott modellre az Audi emblémája került. Az NSU Prinz 4, az 1000 és az 1200 gyártása 1973-ban fejeződött be. A Ro 80 volt a legtovább gyártott típus, ennek összeszerelése egészen 1977 áprilisáig folytatódott a neckarsulmi üzemben. Ezután nem készült több autó NSU márkanév alatt. A közös cég vezetősége az egyesítés után egy ideig Neckarsulmban dolgozott, majd 1985-ben a nevet Audi AG-ra rövidítették, a központ pedig visszakerült Ingolstadtba.
Még tartott a Ro 80 összeszerelése, amikor már olyan Audi modellek is készültek Neckarsulmban, mint a 100 és a 200, valamint a Porsche 924-et és 944-et is itt gyártották. Utóbbiak a Porsche és a Volkswagen közös fejlesztésű modelljei voltak, de a Porsche belső kapacitása nem volt elegendő a két modell gyártásához a további típusai mellett. Jelenleg a neckarsulmi üzemben olyan csúcskategóriás Audi modelleket gyártanak, mint az A6, az A8 és az R8. Továbbá itt található az "Aluminium- und Leichtbauzentrum" is, ahol az Audi alumíniumvázas szerkezeteit tervezik és gyártják.
Az NSU ma elsősorban arról ismert, hogy elsőként használta fel a Felix Wankel szabadalmaztatott alapelvén alapuló Wankel-motort egy személyautóban, és egyike a világ három olyan autógyártójának, mely alkalmazta ezt a technológiát. Bár az alapelv Felix Wankel nevéhez fűződik, az NSU alkotta meg az első modern, belső forgótárcsás Wankel-motort. Az NSU Ro 80 volt a második sorozatgyártásban készülő Wankel-motoros autó a Mazda Cosmo után. 1967-ben az NSU és a Citroën közösen létrehozta a Comotor nevű vállalatot, ahol motorokat gyártottak volna a Citroën és más érdeklődő márkák modelljeibe, de az üzlet végül kudarcba fulladt, komoly anyagi károkat okozva mindkét félnek. A későbbiekben egyedül a Mazda fejlesztette tovább a Wankel-motort, és több ilyen erőforrással szerelt modellt is bemutatott.

### Fűnyírómotorok
Az 1970-es évek elején az NSU kis, függőleges vezérműtengelyű motorokat gyártott, fűnyírók számára.

### NSU-múzeum
A Neckarsulmban található Deutsches Zweirad- und NSU-Museum nevű múzeumban több NSU modell is megtekinthető.

### Galéria

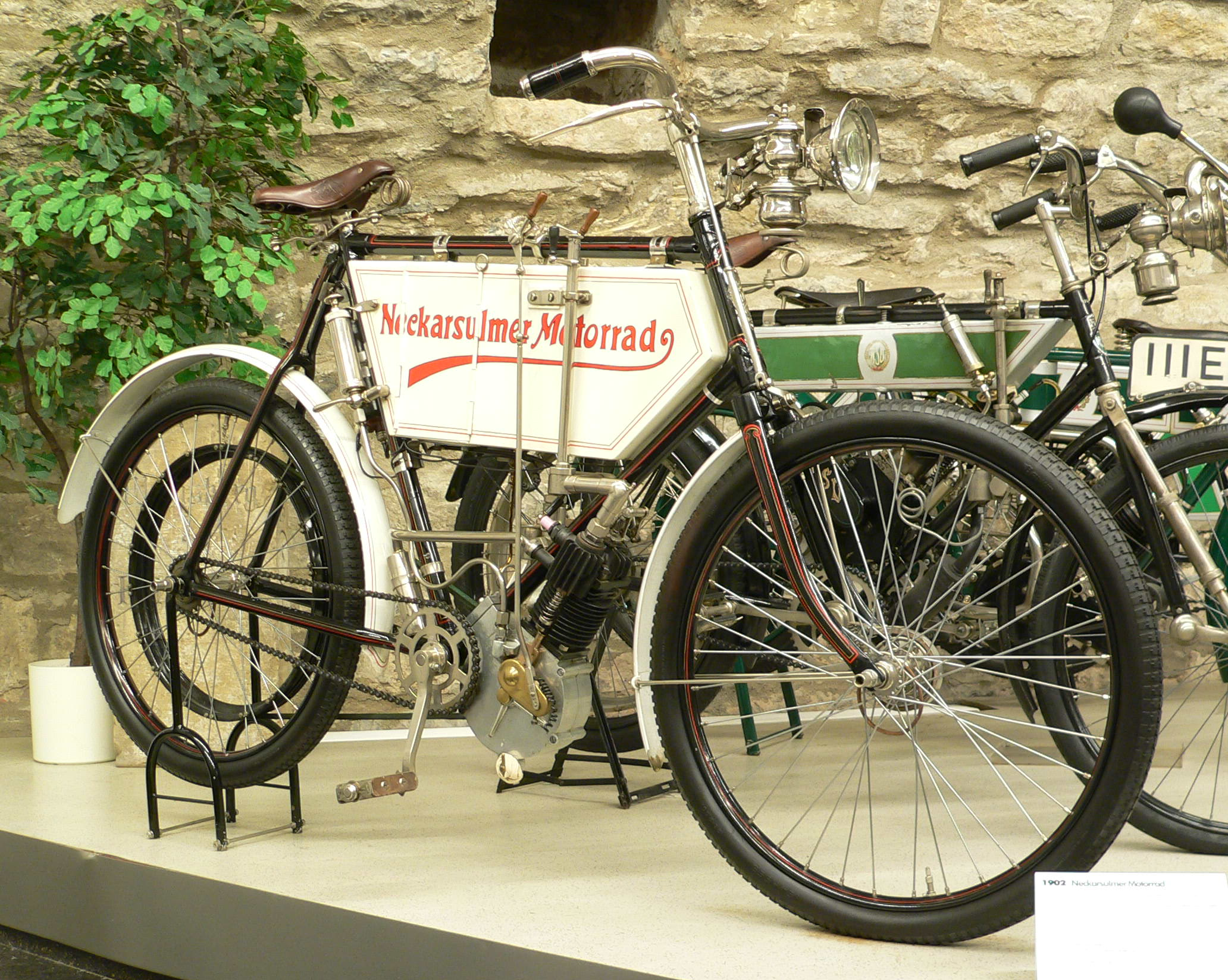
Neckarsulmer 1,25 PS motorkerékpár 1902-ből
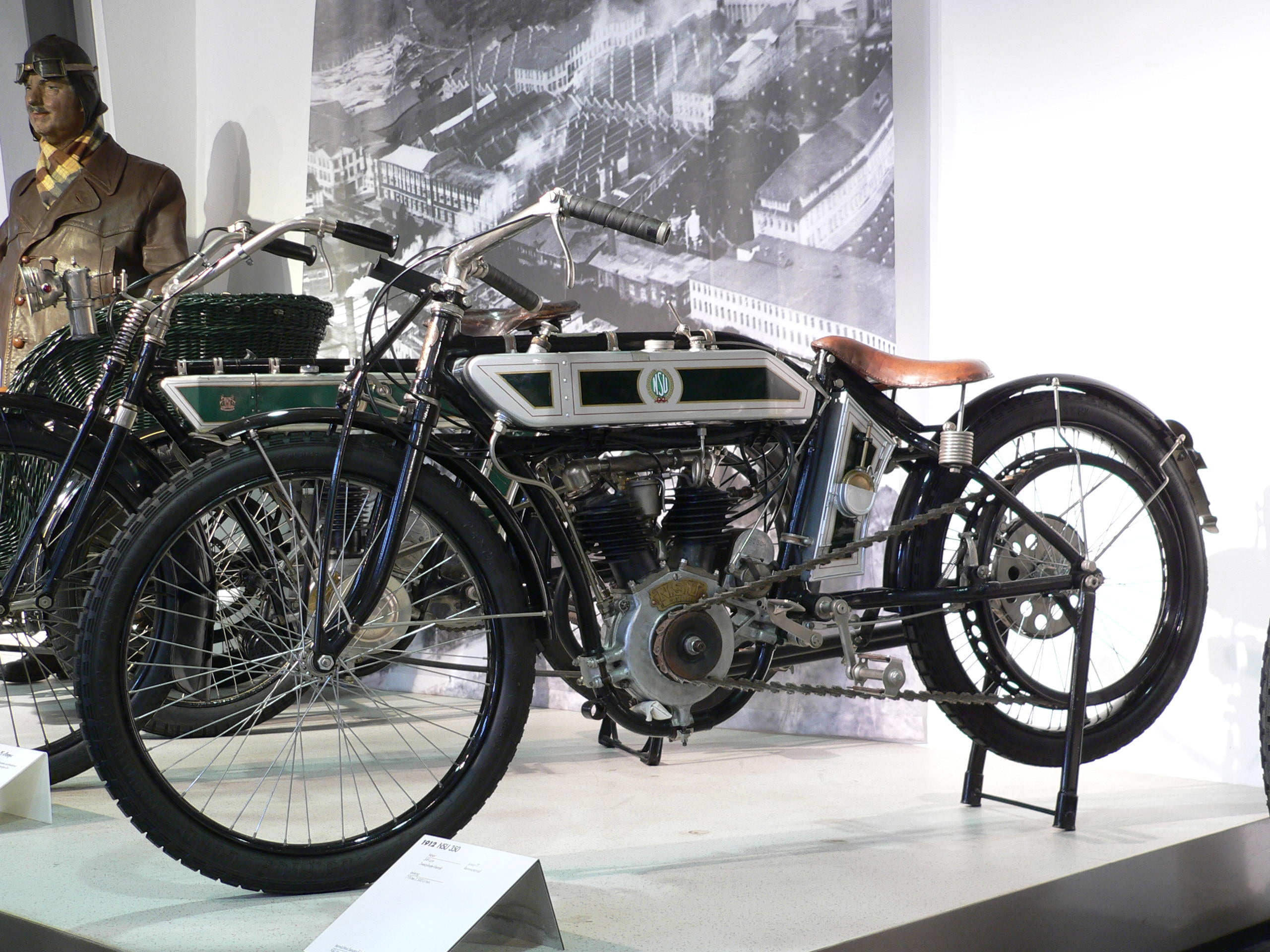
NSU 350 TT 1912-ből
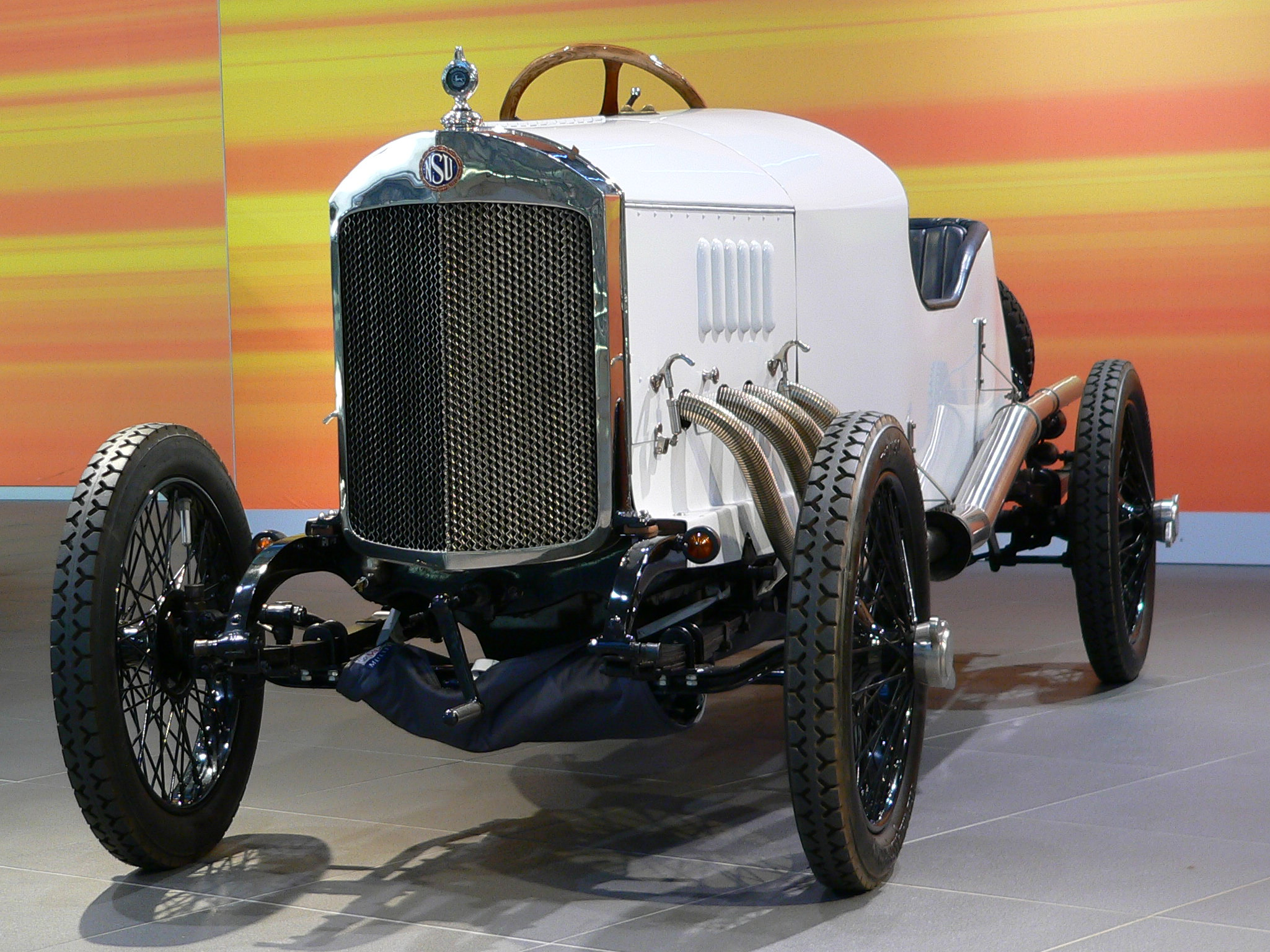
NSU 5/40 1924-ből
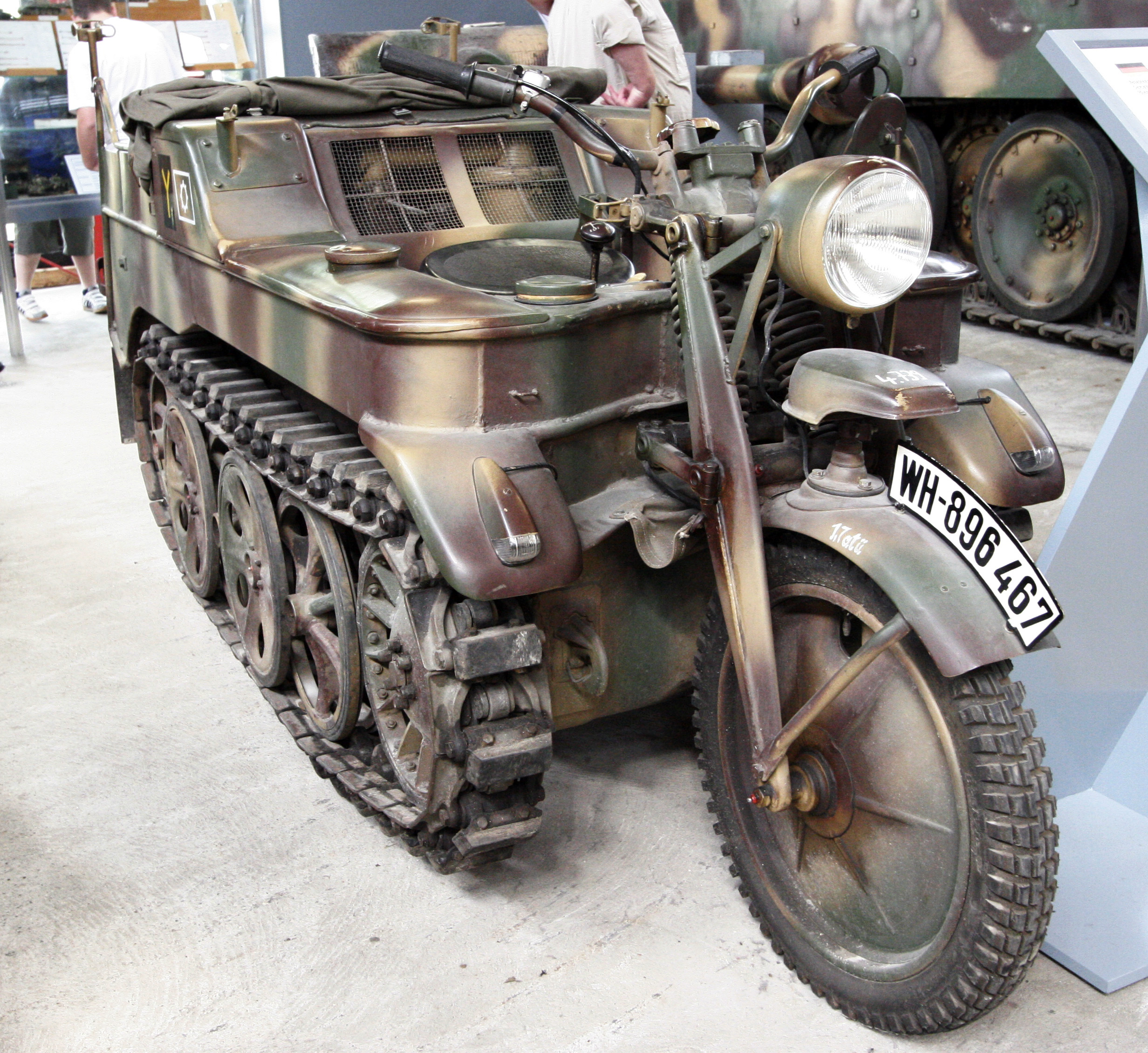
A második világháború idején gyártott katonai Sd.Kfz. 2
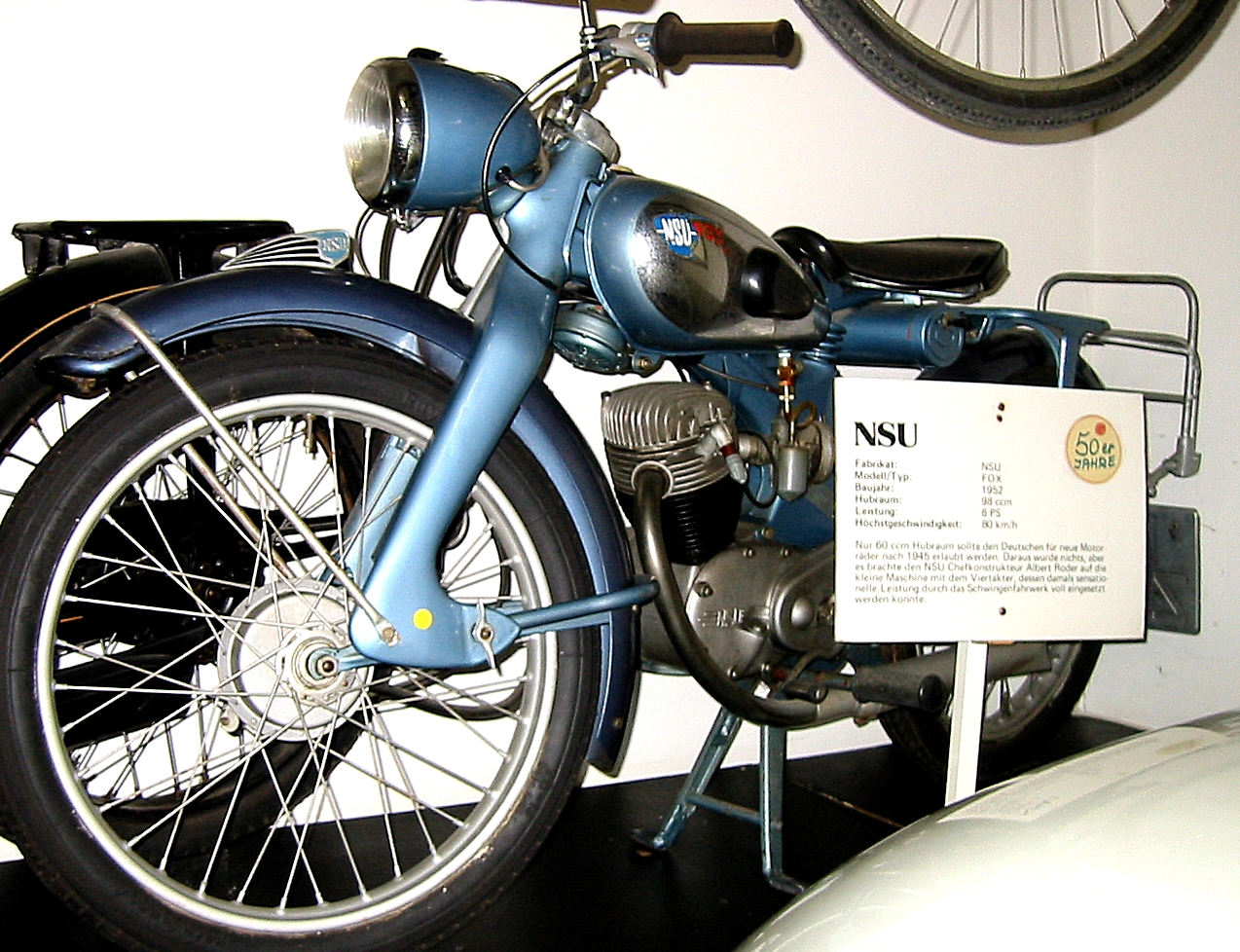
NSU Fox, háború utáni első új motorkerékpár
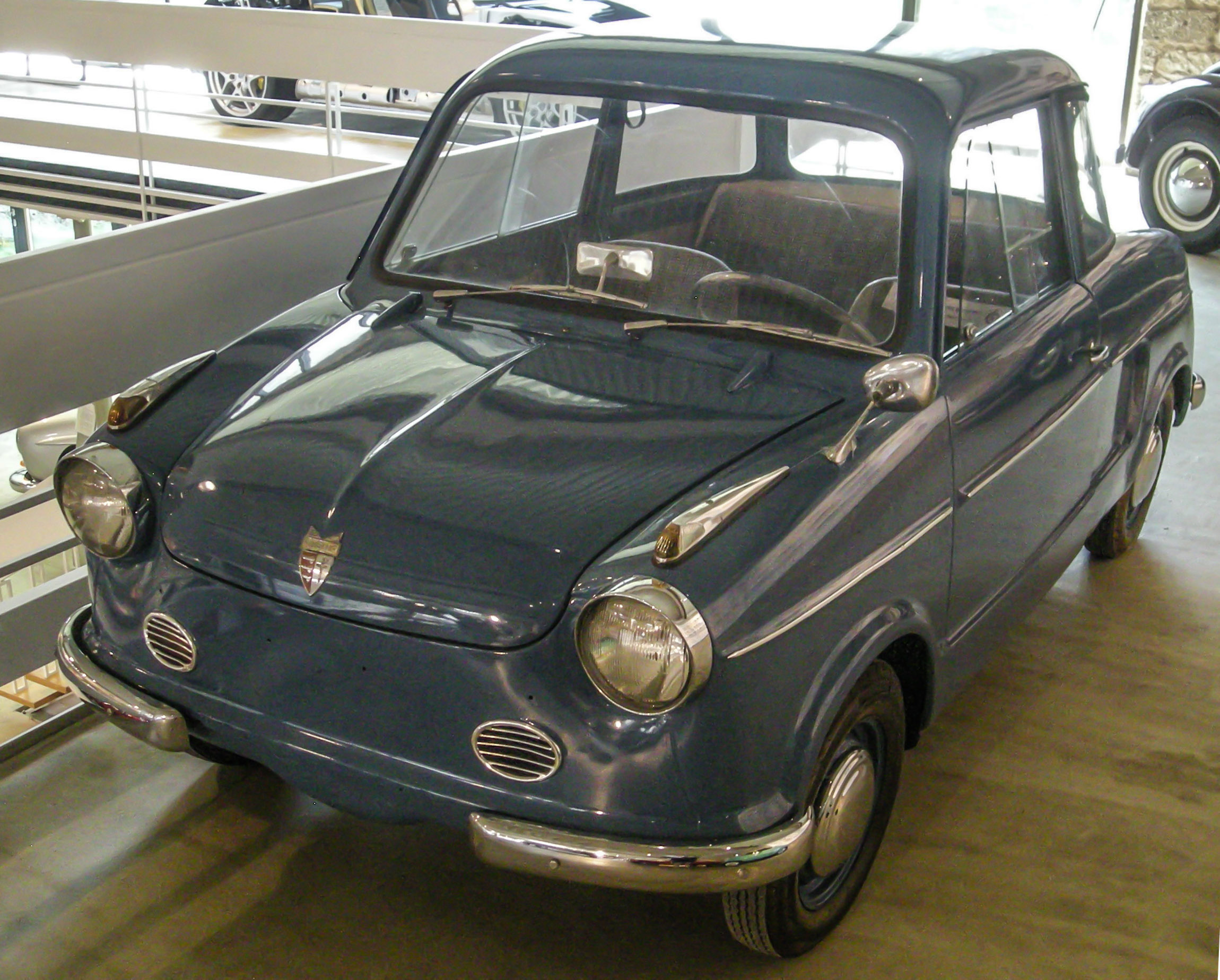
1958-as NSU Prinz
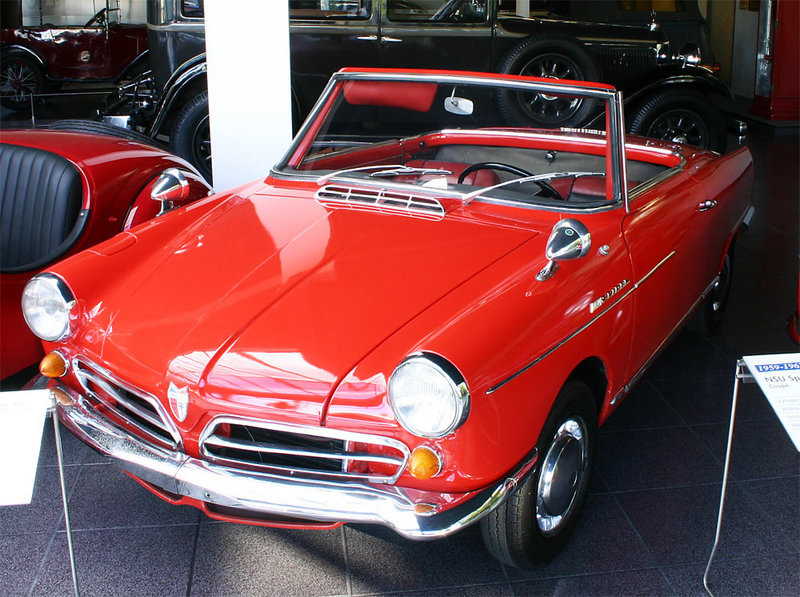
NSU Wankel Spider
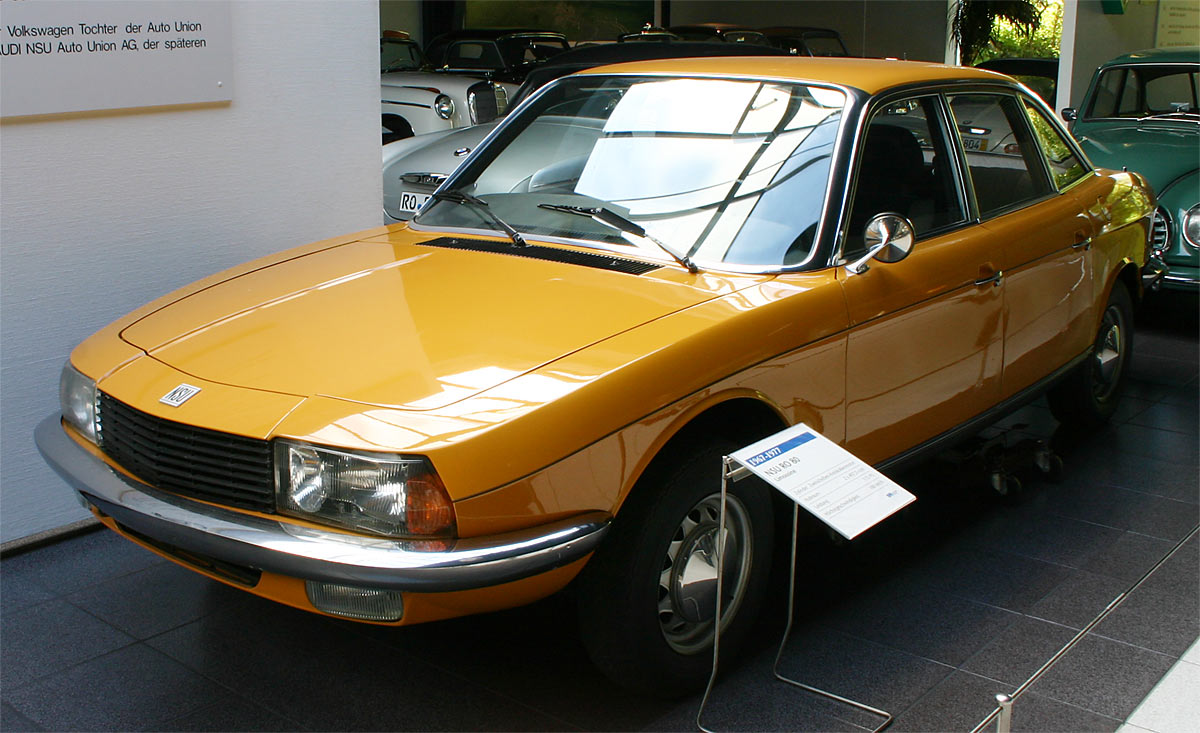
Az Év Autója díjat nyert Wankel-motoros NSU Ro 80

## NSU autók

### NSU és NSU-Pipe autók (1905–1918)
Az NSU első autómodellje az egyhengeres, háromkerekű Sulmobil volt, melyből 1905-ben készült el az első darab. Ugyanekkor készült az NSU-Pipe 34 PS és az NSU-Pipe 50 PS is, a belga Pipe autógyártó licencei alapján. Ezeket még két Pipe-alapú autó, majd egy sor NSU által tervezett három- és négykerekű modell követte.
NSU-Pipe modellek (1905–1910)
| Modell            | Motor (mind négyütemű) | Hengerűrtartalom (cm³) | Max. teljesítmény (LE) | @ fordulatszám | Gyártás évei |
| ----------------- | ---------------------- | ---------------------- | ---------------------- | -------------- | ------------ |
| NSU-Pipe 34 PS    | Négyhengeres           | 3768                   | 34                     | –              | 1905–1906    |
| NSU-Pipe 50 PS    | Négyhengeres           | 8290                   | 50                     | –              | 1905–1906    |
| NSU-Pipe 15/24 PS | Négyhengeres           | 3768                   | 24                     | 1650           | 1906–1910    |
| NSU-Pipe 25/40 PS | Hathengeres            | 6494                   | 40                     | 1100           | 1908–1909    |

NSU modellek (1905–1918)
| Modell                 | Motor (mind négyütemű) | Hengerűrtartalom (cm³) | Max. teljesítmény (LE) | @ fordulatszám | Gyártás évei |
| ---------------------- | ---------------------- | ---------------------- | ---------------------- | -------------- | ------------ |
| NSU Sulmobil Typ II/IV | Egyhengeres            | 451                    | 3,5                    | –              | 1905–1909    |
| NSU Sulmobil Typ III   | Kéthengeres            | 795                    | 5,5                    | –              | 1909         |
| NSU 6/8 PS             | Egyhengeres            | 451                    | 8                      | –              | 1906         |
| NSU 6/10 PS            | Négyhengeres           | 1420                   | 12                     | 1650           | 1906–1907    |
| NSU 6/12 PS            | Négyhengeres           | 1540                   | 13                     | 1500           | 1907–1909    |
| NSU 6/14 PS            | Négyhengeres           | 1560                   | 14                     | 1650           | 1910–1911    |
| NSU 6/18 PS            | Négyhengeres           | 1560                   | 18                     | 1800           | 1911–1914    |
| NSU 10/20 PS           | Négyhengeres           | 2608                   | 20                     | 1400           | 1907–1910    |
| NSU 10/22 PS           | Négyhengeres           | 2608                   | 22                     | 1400           | 1910–1911    |
| NSU 10/30 PS           | Négyhengeres           | 2608                   | 30                     | 1600           | 1911–1916    |
| NSU 5/10 PS            | Kéthengeres            | 1105                   | 10                     | 1400           | 1910         |
| NSU 5/11 PS            | Kéthengeres            | 1105                   | 11                     | 1400           | 1911–1913    |
| NSU 5/10 PS            | Négyhengeres           | 1132                   | 10                     | 1600           | 1910–1911    |
| NSU 5/11 PS            | Négyhengeres           | 1132                   | 11                     | 1600           | 1911–1913    |
| NSU 8/15 PS            | Négyhengeres           | 1750                   | 16                     | 1500           | 1907–1910    |
| NSU 9/18 PS            | Négyhengeres           | 2208                   | 18                     | 1400           | 1910–1911    |
| NSU 9/22 PS            | Négyhengeres           | 2208                   | 22                     | 1400           | 1911–1912    |
| NSU 9/27 PS            | Négyhengeres           | 2208                   | 27                     | 1400           | 1911–1912    |
| NSU 8/24 PS            | Négyhengeres           | 2110                   | 24                     | 1800           | 1911–1918    |
| NSU 13/40 PS           | Négyhengeres           | 3397–3768              | 40                     | 1800           | 1911–1912    |
| NSU 13/35 PS           | Négyhengeres           | 3397                   | 35–40                  | 1700           | 1912–1914    |
| NSU 5/12 PS            | Négyhengeres           | 1132                   | 12                     | 1600           | 1913–1914    |
| NSU 5/15 PS            | Négyhengeres           | 1232                   | 15                     | 1800           | 1914–1918    |
| NSU 1¼-Tonner          | Négyhengeres           | 3397                   | 35                     | 1800           | 1914–1918    |
| NSU 2½-Tonner          | Négyhengeres           | 3380                   | 42                     | 1700           | 1914–1926    |

### NSU autók (1919–1931)
| Modell                                                         | Motor (mind négyütemű) | Hengerűrtartalom (cm³) | Mex. teljesítmény (LE) | @ fordulatszám | Gyártás évei |
| -------------------------------------------------------------- | ---------------------- | ---------------------- | ---------------------- | -------------- | ------------ |
| NSU 8/24 PS                                                    | Négyhengeres           | 2110                   | 30                     | 2100           | 1921–1925    |
| NSU 14/40 PS                                                   | Négyhengeres           | 3606                   | 54                     | 2000           | 1921–1925    |
| NSU 5/15 PS                                                    | Négyhengeres           | 1231                   | 21                     | 2100           | 1921–1925    |
| NSU 8/32 PS Lieferwagen (furgon)                               | Négyhengeres           | 2088                   | 32                     | 2200           | 1925–1927    |
| NSU 5/25 PS                                                    | Négyhengeres           | 1307                   | 25                     | 2900           | 1925–1928    |
| NSU 8/40 PS                                                    | Négyhengeres           | 2088                   | 40                     | 2800           | 1925–1927    |
| NSU 5/15 PS (Kompressor-Rennwagen) (kompresszoros versenyautó) | Négyhengeres           | 1232                   | 40–50                  | 4000           | 1923–1925    |
| NSU 6/60 PS (Kompressor-Rennwagen) (kompresszoros versenyautó) | Hathengeres            | 1482                   | 60                     | 3800           | 1925–1926    |
| NSU 6/30 PS                                                    | Hathengeres            | 1567                   | 30                     | 3000           | 1928         |
| NSU 7/34 PS                                                    | Hathengeres            | 1781                   | 34                     | 3200           | 1928–1931    |

### NSU autók a második világháború után
- NSU Prinz I, II, 30 and III (1957–1962)
- Sport Prinz (1959–1967)
- Prinz 4, 4L (1961–1972)
- Prinz 1000, NSU 1000 (1964–1972)
- NSU 1000 TT, NSU TT, NSU TTS (1965–1972)
- NSU Typ 110 (1965-1967)
- NSU 1200 (1967–1972)
- NSU Spider (1964–1967)
- NSU Ro 80 (1967–1977)
- NSU K70, Volkswagen K70 néven gyártva (1970–1975)

### Licencelt modellek külföldön

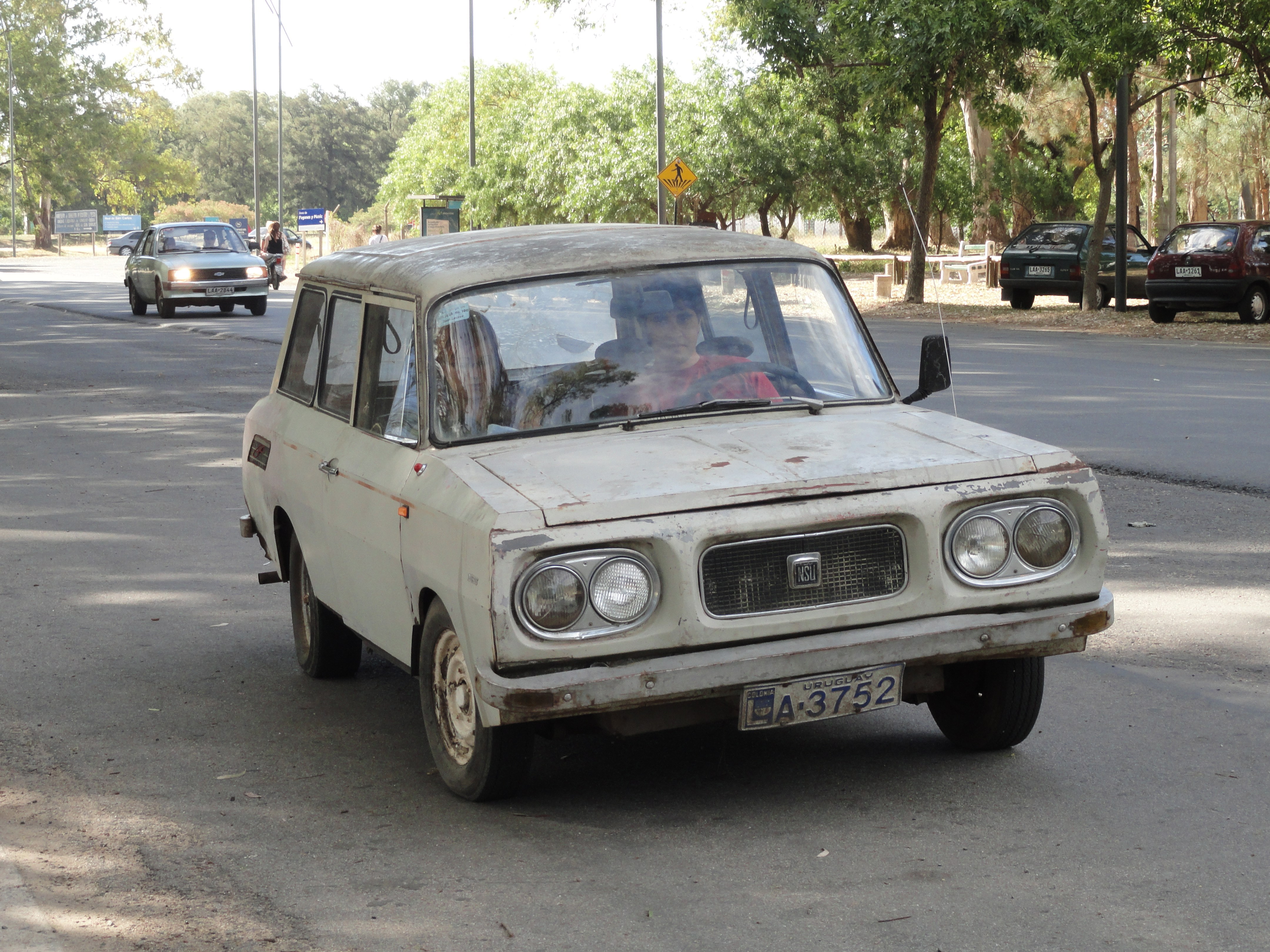
Az uruguayi NSU P10

Az NSU Prinz licencelt változatait Jugoszláviában (PRETIS), Argentínában (Autoar) és Egyiptomban is gyártották.
Uruguayban a Nordex S.A. a megvásárolt licencek alapján gyártotta az NSU Prinz 4-et, majd bemutatott egy új modellt, a P6-ot, mely teljes mértékben a Prinz 4 műszakai alapjaira épült, de Carlos Sotomoayor teljes mértékben újratervezte a karosszériáját. 1970-ben jelent meg a P10 a P6 utódjaként, melybe a Prinz 1000 nagyobb motorja került, és tengelytávja is 21 cm-rel hosszabb lett.

## NSU motorkerékpárok
Az első "Neckarsulmer Motorrad" motorkerékpár 1901-ben készült, melynek 1,75 lóerős motorja a svájci Zédel autógyárból származott, automatikus szívószeleppel és akkumulátoros/tekercses gyújtással. A motor egy nagy teherbírású kerékpárváz alsó felére volt erősítve. A forgattyúsház némileg a pedáltengely alatt és előtt helyezkedett el. A gyár már 1905-től kezdve készített verseny-motorkerékpárokat európai, brit és amerikai versenyekre. 1907-ben az első Isle of Man TT futamon a brit Martin Geiger az ötödik helyen ért célba NSU-jával. Később, az 1950-es években az NSU több sikert is elért az Isle of Man TT-n.
Az 1930-as években és az 1950-es évek közepén az NSU volt a világ legnagyobb motorkerékpárgyártója. A legtermékenyebb éve 1955 volt, amikor 350 ezer motort készített el. Az NSU 1951-ben, 1953-ban, 1954-ben és 1955-ben is új sebesség-világcsúcsot állított fel. 1956-ban hat motorkerékpárral nevezett a Utah állambeli Bonneville sós síkságon rendezett sebességvilágrekord-döntési kísérletre. Mindegyik járműve sikeresen szerepelt, de a legemlékezetesebb eredményt a DelphinIII érte el, mellyel 211 mph-ra (339,5 km/h) tudott felgyorsulni Wilhelm Herz. Ez a motorkerékpár teljesen áramvonalasított volt, és egy 500 cm³-es, kompresszoros, kéthengeres, felülvezérelt, dupla vezérműtengelyes Rennsport motor került bele. A DelphinIII jelenleg is megtekinthető a stuttgarti Audi-múzeumban.
A cég legnépszerűbb modellje az NSU Quickly sebégmotoros motorkerékpár volt, melyből 1953 és 1966 között több mint 1 millió darab készült, melynek több mint a 60%-át külföldön értékesítették.

## NSU kerékpárok
Az NSU az 1960-as évek elejéig folyamatosan gyártott kerékpárokat.

## NSU katonai járművek
Az NSU 1940 és 1949 között gyártotta az Sd.Kfz. 2 lánctalpas motorkerékpárt.

## Ajánlott olvasmányok
- Peter Schneider: NSU-Automobile 1905–1977. Motorbuch Verlag, Stuttgart 2008, ISBN 978-3-613-02867-8.
- Peter Schneider: NSU im Bild – Motorräder seit 1900. 1. Auflage, Motorbuch Verlag, Stuttgart 2000, ISBN 3-613-02063-7.
- Peter Schneider: NSU-Motorräder, 1900–1966, Typenkompass. Motorbuch Verlag, Stuttgart 2006, ISBN 3-613-02355-5.
- Peter Kirchberg, Thomas Erdmann, Ralph Plagmann: Das Rad der Zeit – Die Geschichte der AUDI AG. 3. Auflage, 2000 augusztus, Hrsg.: AUDI AG Ingolstadt, Verlag Delius Klasing, Bielefeld 2000, ISBN 3-7688-1011-9.
- Mareike Hieber, Susanne Jauch, Ralph Plagmann, Gerhard Schwinghammer: 100 Jahre Automobilbau Neckarsulm. Hrsg.: AUDI AG – Kommunikation Standort Neckarsulm, 2006 szeptember.
- Arthur Westrup: Fahre Prinz und Du bist König. Geschichten aus der NSU-Geschichte. Bielefeld: Delius Klasing 1995, ISBN 3-7688-0890-4.